# كيلي مارك
كيلي مارك هي فنانة كندية، ولدت في 1967.